# Přímluva Ducha svatého

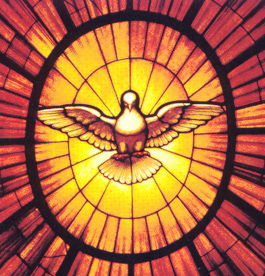
Vitrážové vyobrazení Ducha svatého jako holubice (Bazilika svatého Petra, Řím, asi 1660)

Přímluva Ducha svatého je křesťanská víra, že Duch svatý pomáhá a vede věřící, kteří ve svém srdci hledají Boha.
V Listu Římanům – Řím 8, 26–27 (Kral, ČEP) svatý Pavel říká:
Tak také Duch přichází na pomoc naší slabosti. Vždyť ani nevíme, jak a za co se modlit, ale sám Duch se za nás přimlouvá nevyslovitelným lkáním. Ten, který zkoumá srdce, ví, co je úmyslem Ducha; neboť Duch se přimlouvá za svaté podle Boží vůle.
Existují různé teologické výklady přímluvy Ducha svatého. Jan Kalvín učil, že se jedná o „učitelskou službu Ducha“, který věřící poučuje, za co se mají modlit a o co mají ve svých modlitbách prosit. Abraham Kuyper naproti tomu považoval působení Ducha za oddělené a odlišné od úsilí věřících, kteří se modlí. Na téma vedení a přímluvy Ducha svatého existuje několik knih od různých autorů.